# 觀龍樓山泥傾瀉事件
觀龍樓山泥傾瀉，1994年7月23日在香港堅尼地城發生，釀成5死3傷，為香港繼1972年六一八雨災後最嚴重的泥石流事故，規模只僅次於2008年北大嶼山泥石流。

## 事發經過
1994年7月23日晚上約8時，堅尼地城觀龍樓近科士街遊樂場的一幅護土牆，在連續20多小時強降雨後完全倒塌。當時正有8名途人行經，走避不及，遭塌下的山泥活埋。消防員到場後，隨即用生命探測儀檢查是否有人被困在山泥下，結果發現一對母女仍然生還，母親要求消防員先救出其女兒，最後兩人皆獲救，連同另一名受輕傷的途人送院治理；惟3名途人當場已證實死亡。
消防員經過5日5夜的搜救，終發現最後兩名被困的途人。
這宗慘劇最終導致5死3傷，死者包括一名女童及其父親。

## 事故原因
土木工程署事後調查發現，觀龍樓有水渠滲水，大量污水和雨水滲入山坡中，但肇事護土牆的厚度只及設計圖則的六分之一，引致連場豪雨後不勝負荷而倒塌。

## 影響
慘劇發生後，觀龍樓D座部分地基外露，D座和E座的2000戶居民需疏散，以策安全。而由觀龍樓通往科士街球場的樓梯，受山泥傾瀉影響，部分地基外露，需封閉一段時間進行修葺，現時仍在使用中。

## 其他資料
1994年7月，香港的天氣極不穩定；7月21日至26日，與一道低壓槽相關的惡劣天氣影響香港及華南沿岸地區；其中7月22日至24日三天內，香港天文台共錄得611.2毫米雨量，是七月份連續三天雨量的最高紀錄，整月雨量更高達1147.2毫米，是七月份的最高月雨量紀錄。天文台在7月22日曾兩度發出紅色暴雨警告，而7月23日更發出黑色暴雨警告；山泥傾瀉警告由7月22日凌晨3時正起發出，直至7月26日上午10時才取消，共生效了103小時，是山泥傾瀉警告自1983年開始運作以來最長的紀錄。

## 外部連結
- 《晚間新聞》（3分40秒－8分40秒報道觀龍樓事件） （页面存档备份，存于），無綫新聞，1994年7月24日（粵語）
- 《六點半新聞報道》（0分45秒－5分3秒報道觀龍樓事件） （页面存档备份，存于），無綫新聞，1994年7月25日（粵語）
- 《晚間新聞》（8分0秒－9分22秒報道觀龍樓事件） （页面存档备份，存于），無綫新聞，1994年7月26日（粵語）
- 《晚間新聞》（0分32秒－3分47秒報道觀龍樓事件） （页面存档备份，存于），無綫新聞，1994年7月27日（粵語）
- 土木工程署的調查報告
- 香港天文台 天氣資料室 （页面存档备份，存于）
- 香港天文台山泥傾瀉警告資料庫 （页面存档备份，存于）
- 香港天文台七月氣象要素月平均值及極端值 （页面存档备份，存于）